# Grundloser See (Oberbayern)
Der Grundlose See ist ein nur 0,3 Hektar großer Moorsee im Zentrum des Hochmoors Lienzinger Filz, 640 Meter westnordwestlich des Weilers Lienzing der Gemeinde Gstadt am Chiemsee. Er liegt 1300 Meter westnordwestlich des westlichen Chiemseeufers von Gollenshausen am Chiemsee und rund 20 Meter höher als der Chiemsee. Der See misst knapp 100 Meter von Norden nach Süden und ist bis zu 56 Meter breit. Er entstand als Toteisloch. In seinem Verlandungsbereich weist der See trittempfindlichen Schwingrasen auf.
Der kleine See entwässert nach Osten über den Lienzinger Bach (auf der Flurkarte Filzmoosgraben genannt) und den Söller Bach nördlich von Gollenshausen in den Chiemsee, beim Weiler Lambach, der bereits zur Nachbargemeinde Seeon-Seebruck gehört. Der Söller Bach ist nach dem Weiler Söll (unmittelbar nördlich von Gollenshausen) benannt.
Die Lienzinger Filz ist ein biotopkartiertes Moor und Teil der Biotopverbundachse zwischen Eggstätt-Hemhofer Seenplatte und den Seeoner Seen.